# Vlag van Benin

Vlag van Benin (ratio 2:3)

De huidige vlag van Benin werd op 1 augustus 1990 in gebruik genomen. Echter, in 1959, een jaar voordat het land onafhankelijk werd als 'Dahomey', was deze vlag ook al als de nationale vlag van het Afrikaanse land aangenomen. Tussen 1975 en 1990 had Benin een andere vlag; zie hierna.
De vlag bestaat uit de drie Pan-Afrikaanse kleuren groen, geel en rood, die in deze vlag respectievelijk hoop, rijkdom en moed symboliseren.

## Historische vlag

Vlag van de Volksrepubliek Benin (1975-1990)

Toen in 1972 een marxistisch regime onder leiding van Mathieu Kérékou via een staatsgreep aan de macht kwam, bleef in eerste instantie de vlag uit 1959 behouden. In 1975 veranderde het land echter zijn naam in 'Volksrepubliek Benin', genoemd naar een Afrikaans rijk dat van de veertiende tot de negentiende eeuw bestond. Tevens werd er een nieuwe vlag geïntroduceerd. Deze was groen met in de linkerbovenhoek een rode ster. Kérékou zwoer in 1989 het marxisme af, waarna op 1 augustus 1990 de oude vlag weer in gebruik werd genomen. Op dat moment werd ook besloten dat de naam van het land voortaan 'Benin' zou zijn.